# TransNamib

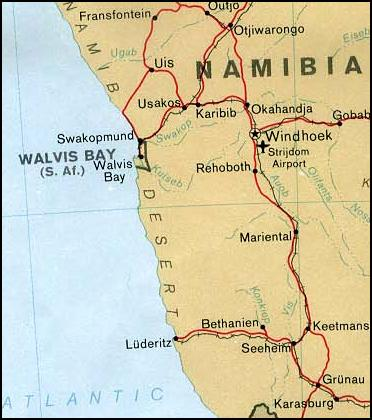
Namibia: principali linee ferroviarie (1990)

La TransNamib è attualmente la società che gestisce le ferrovie nazionali della Namibia.

## Storia
La prima ferrovia pubblica in Namibia fu costruita durante l'occupazione coloniale tedesca ed inaugurata il
19 giugno 1902 con la linea Swakopmund-Windhoek di 383 km. Dopo la prima guerra mondiale la
gestione passò alle Ferrovie del Sudafrica che la collegarono alla rete della suddetta nazione.
L'ente dI gestione, la TransNamib, infine, è stata costituita dopo l'indipendenza della Namibia, avvenuta nel 1990.

## Esercizio

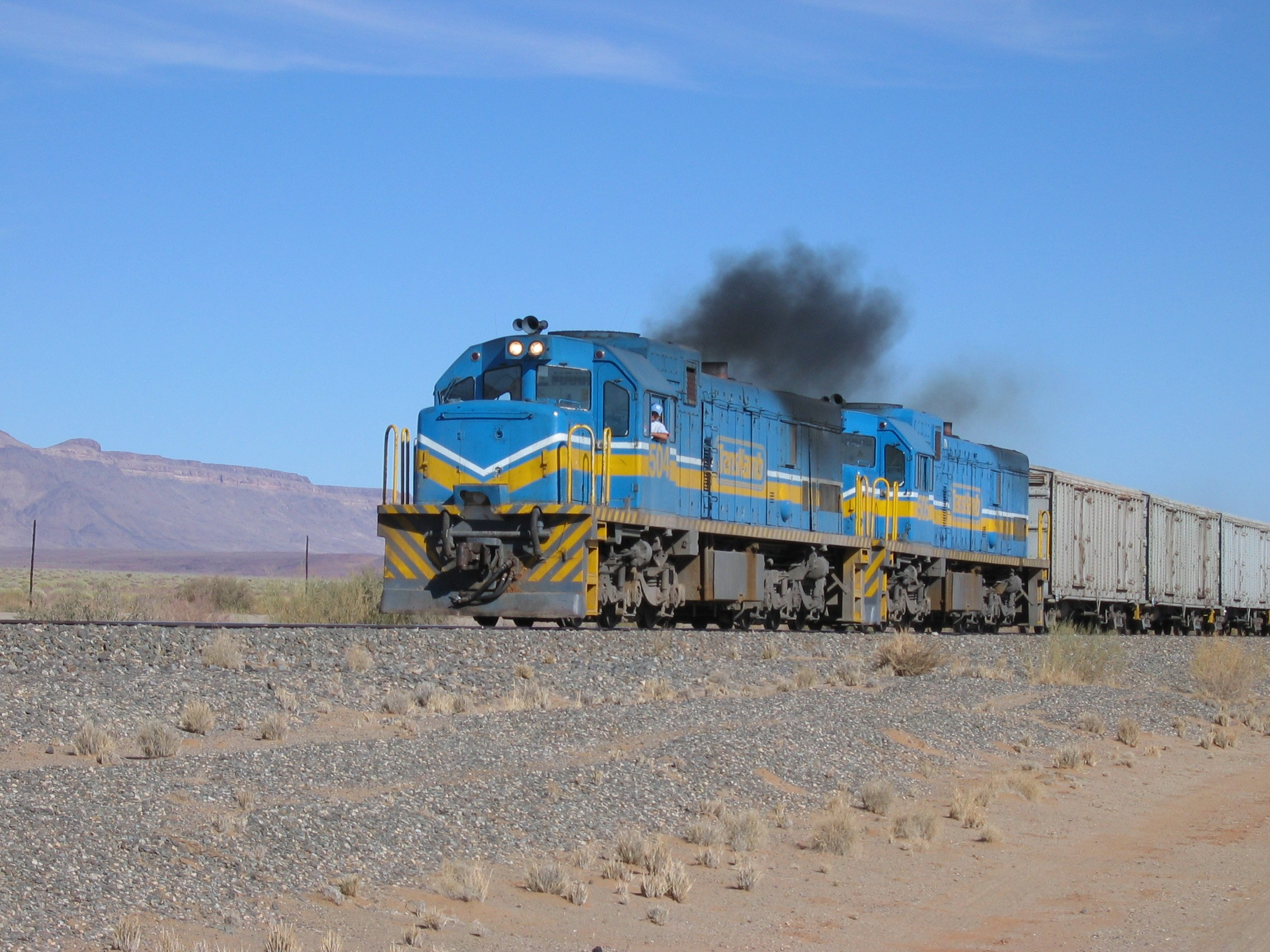
TransNamib: treno merci con locomotore diesel

Nel 1995 la TransNamib controllava 2.382 km di linee ferroviarie, tutte con scartamento ridotto di 1067 mm. Maggior rilievo aveva in origine il trasporto merci, soprattutto minerali; negli ultimi anni sono state sviluppate nuove linee passeggeri, specialmente nella Namibia settentrionale.
La trazione è con locomotive diesel.

### Collegamento a reti estere contigue
- assente
  - senza cambio di scartamento: Zambia e Zimbabwe
- presente
  - senza cambio di scartamento: Sudafrica
- proposto
  - con stesso scartamento: Angola e Botswana.

### Linee principali
- Windhoek - Walvis Bay
- Windhoek - Gobabis
- Windhoek - Upington (Sudafrica)
- Mariental - Aranos
- Windhoek - Swakopmund ("Desert Express", linea turistica).

## Sede
La sede legale si trova nella città di Windhoek, dove è stato allestito anche il museo ferroviario della TransNamib.